# Трёхсельское сельское поселение
Трёхсельское сельское поселение — муниципальное образование в Успенском районе Краснодарского края России.
В рамках административно-территориального устройства Краснодарского края ему соответствует Трёхсельский сельский округ.
Административный центр — село Трёхсельское.

## География
Трёхсельское сельское поселение расположено в юго-восточной части Успенского района Краснодарского края, в 27 км от районного центра села Успенское и в 50 км от города Армавира.

## История
В 1930 году на территории будущего Трёхсельского сельского поселения были созданы четыре колхоза («Передовик», «Новый путь», «Победа Октября» и «Коммуна Утро») и образованы три сельских совета народных депутатов (Трёхсельский, Новоурупский и Пантелеймоновский). 
В 1950 году колхозы объединили в один колхоз им. III-го Интернационала. Такое название новому колхозу было дано во многом из-за многонационального состава сёл, в которых проживали колхозники, в них были представлены более 23 национальностей. Вскоре был создан один объединённый сельсовет, получившие название Трёхсельский по самому большому селу.
В начале 1992 года исполком Трёхсельского сельсовета и его структуры были расформированы, вместо них была образована администрация Трёхсельского сельсовета. Осенью 1993 года Трёхсельский сельсовет был реорганизован в Трёхсельский сельский округ. В связи с принятием Федерального Закона №131-ФЗ от 23.10.2003 г. «Об общих принципах организации местного самоуправления в РФ» администрация Трёхсельский сельский округ был преобразован в Трёхсельское сельское поселение.

## Население
| 2002  | 2010  | 2012  | 2013  | 2014  | 2015  | 2016  |
| ----- | ----- | ----- | ----- | ----- | ----- | ----- |
| 2461  | ↘2257 | ↘2225 | ↘2222 | ↘2211 | ↘2195 | ↘2170 |
| 2017  | 2018  | 2019  | 2020  | 2021  | 2023  |       |
| ↘2163 | ↘2148 | ↘2119 | ↘2088 | ↘2017 | ↘1972 |       |

## Населённые пункты
В состав сельского поселения (сельского округа) входят 4 населённых пункта:
| № | Населённый пункт  | Тип населённого пункта | Население (чел.) |
| - | ----------------- | ---------------------- | ---------------- |
| 1 | Воронежский       | хутор                  | ↘241             |
| 2 | Новоурупское      | село                   | ↘580             |
| 3 | Пантелеймоновское | село                   | ↘183             |
| 4 | Трёхсельское      | село                   | ↘1253            |